# Parc Nacional del Kinabalu
El Parc Nacional del Kinabalu o Taman Negara Kinabalu, situat a 88 km de la ciutat de Kota Kinabalu, a l'estat federal de Sabah, a la costa oest de l'illa de Borneo, Malàisia.
Fundat el 1964 és un dels primers parcs nacionals de Malàisia, va ser declarat com a Patrimoni de la Humanitat per la UNESCO l'any 2000. Abastant una superfície protegida de 75.370 ha, que envolten a la Muntanya Kinabalu.